# Edmontonia
Edmontonia je bila rod oklopljenih dinosaura, pripadnika porodice nodosaurida iz razdoblja kasne krede. Dobila je naziv prema formaciji Edmonton (danas formacija Horseshoe Canyon) gdje su njezini ostaci i pronađeni.

## Opis
Pripadnici roda Edmontonia bili krupno građeni, s dužinom od oko 6,6 m i visinom od 2 m. Imali su građu tipičnu za ankilosaure - zdepasto tijelo i jake udove. Pri vrhu repa nije imala koštanu "toljagu", njena odsutnost je karakteristična za nodosauride kojima pripada i Edmontonia. Kretala se četveronožno. Leđa i glava bili su joj pokriveni malenim, grbavim pločama, a na leđima i repu postojale su mnoge izrasline u obliku oštrih bodlji. Četiri najveće nalazile su se na ramenima, a kod nekih su se primjeraka dvije od njih dijelile u manje bodlje. Na vratu je imala široke ploče pravokutnog oblika.
U pogledu odozgo, njezina je lubanja bila kruškolikog oblika. Bila je relativno malena, dužine 49 cm. Imala je zube oblika lista, prilagođene prehrani biljkama. Za razliku od svojih primitivnijih predaka, imala je dobro razvijeno koštano nepce, a u prednjoj kosti gornje čeljusti nije imala zube.

## Otkriće i vrste
Nomenklaturalnu vrstu roda Edmontonia, E. longiceps, otkrio je George Paterson 1924. godine. Nije dobila naziv sve do 1928. godine kada joj ga je dodijelio C. M. Sternberg. E. rugosidens, kojoj je naziv službeno dao Gilmore 1930. godine, pronađena je u formaciji Aguja u Teksasu. Vrste roda Edmontonia su:
- E. longiceps, nomenklaturalna vrsta, poznata je iz ostataka iz formacije Horseshoe Canyon (Jedinica 2) stare između 71,5-71 milijuna godina.[2]
- E. rugosidens, koja se ponekada odvaja u vlastiti rod, Chassternbergia, stvorena je kao podrod 1988. godine od strane Dr. Robert T. Bakkera (Edmontonia (Chassternbergia) rugosidens).[3][4] Ovaj se podrod međutim obično ne prihvaća.[5][6] Može se pronaći u donjoj formaciji Dinosaur Parka, staroj oko 76,5-75 milijuna godina.[2]
- E. australis,[4] poznata je samo iz vratnih ploča i smatra ju se nomen dubium[5] ili sinonimom za Glyptodontopelta mimus.[7]

U taj rod obično se svrstava i Denversaurus schlessmani ("Schlessmanov denverski gušter"). Bakker je 1988. uspostavio taj takson na temelju lubanje iz formacije Lance u Južnoj Dakoti, ali drugi su znanstvenici kasnije smatrali da pripada vrsti Edmontonia rugosidens. Nomenklaturalni tip roda Denversaurus nalazi se u Denverskom prirodoslovnom muzeju u Denveru u Coloradu.

## Paleobiologija
Velike bodlje vjerojatno su služile mužjacima u borbi prilikom obrane teritorija ili u potrazi za partnerom. Bile su vjerojatno korisne i za zastrašivanje grabežljivaca i suparničkih mužjaka, za samoobranu, a možda i obranu potomaka. U obrani od grabežljivaca Edmontonia se mogla spustiti trbuhom na tlo kako bi svela na minimum mogućnost napada na nezaštićene dijelove tijela.
Godovi kod očuvanog drveća koje je raslo za postojanja Edmontonije ukazuju na postojanje sezonskih promjena u temperaturi i padalinama. To možda objašnjava zašto je pronađeno toliko primjeraka s oklopom i bodljama na istoistoj poziciji na tijelu kao i za vrijeme života, bez da naknadne prirodne promijene pomaknu ostatke. Edmontonia je, naime, mogla umrijeti zbog suše, njezini bi se ostaci osušili na zraku, a dolaskom vlažne sezone brzo bi je pokrili sedimenti.